# Ringwall Altschloss

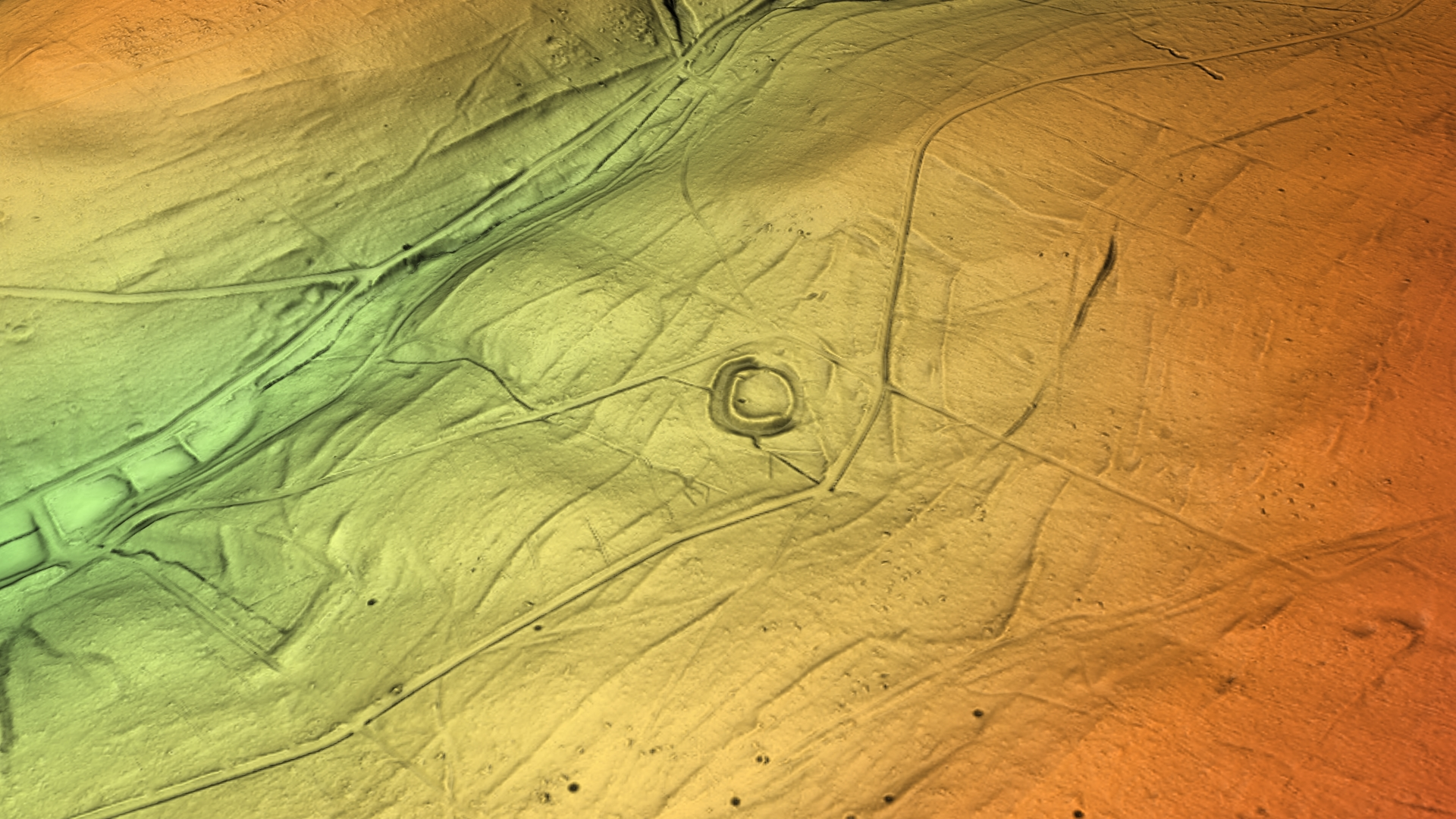
3D-Ansicht des digitalen Geländemodells

Der Ringwall Altschloss liegt im nordöstlichen Teil der Gemeinde Aarbergen ca. 1,5 km nördlich des Ortsteils Panrod und ca. 1,0 km nordwestlich von Hünstetten-Ketternschwalbach im Rudolfswald im Hintertaunus. In unmittelbarer Nähe entspringt der Seelbach.

## Geschichtliche Einordnung
Von den Anlagen her ist der Ringwall Altschloss wahrscheinlich in das 8. bis 10. Jahrhundert einzuordnen. Genaueres ist allerdings nicht bekannt, urkundliche Erwähnungen gibt es nicht. Zur Bedeutung der Anlage gibt es zwei Theorien.
Eine Vermutung ist, dass sie als Fluchtburg für die Einwohner der vermuteten Wüstungen Nieder- und Oberseelbach diente. Darauf deuten zahlreiche Feldraine im Umfeld hin.
Die zweite Theorie besagt, dass sich die Anlage unter anderem in Besitz eines Ritters Rudolf befunden hätte, welcher auch Namensgeber für den Rudolfswald sei. Auch dies ist unbelegt.
Fakten, die eine der Theorien sachlich untermauern, sind nicht bekannt.

## Anlage
Die Anlage ist nahezu kreisrund angelegt, mit einem Durchmesser des Innenwalls von ca. 35 m. Der Zugang wird heute von Norden her über eine kleine Holzbrücke gewährleistet, welche den Wassergraben überbrückt. Der Wassergraben umfasst die Anlage komplett. Zum Westen hin sind auch die Reste des Außenwalles deutlich erkennbar. Der Wall hat gegenüber dem umliegenden Waldboden noch eine Höhe von etwa 1,0 m bis 2,5 m, bei einer Breite von 7 m bis 11 m. Der von zwei Zuläufen gespeiste Wassergraben hat eine Breite von ca. 3,0 m. Im Nordosten ist ein 50 Meter langer Außenwall vorgelagert.
In der Darstellung von Karl August von Cohausen (1812–1894) wurden Reste von Brandschutt wie Eichenkohle und angeziegeltem Lehm gefunden. Diese Funde deuten darauf hin, dass hier eine Holz-Erde-Befestigung abgebrannt ist.

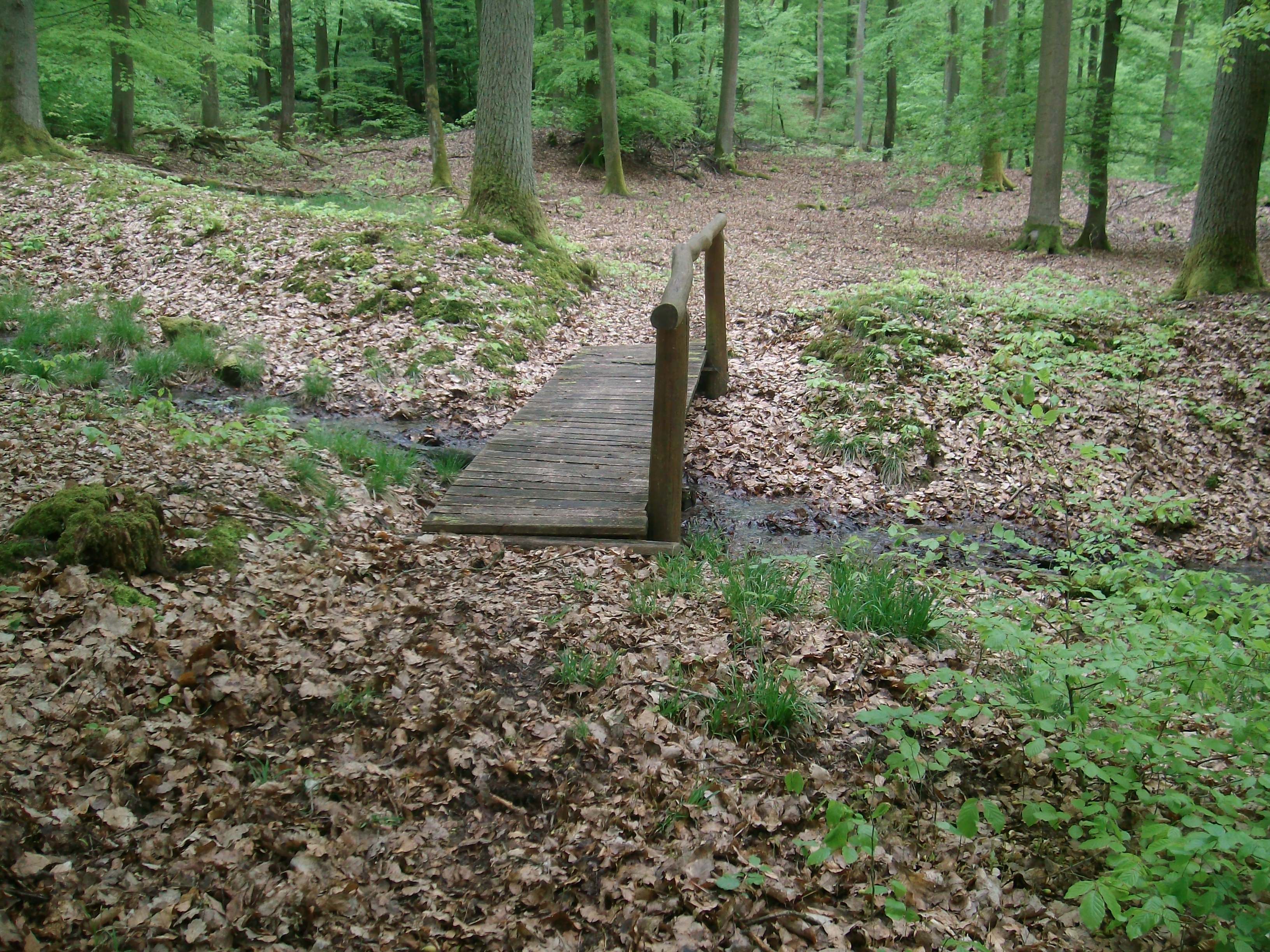
Zugang über Holzbrücke
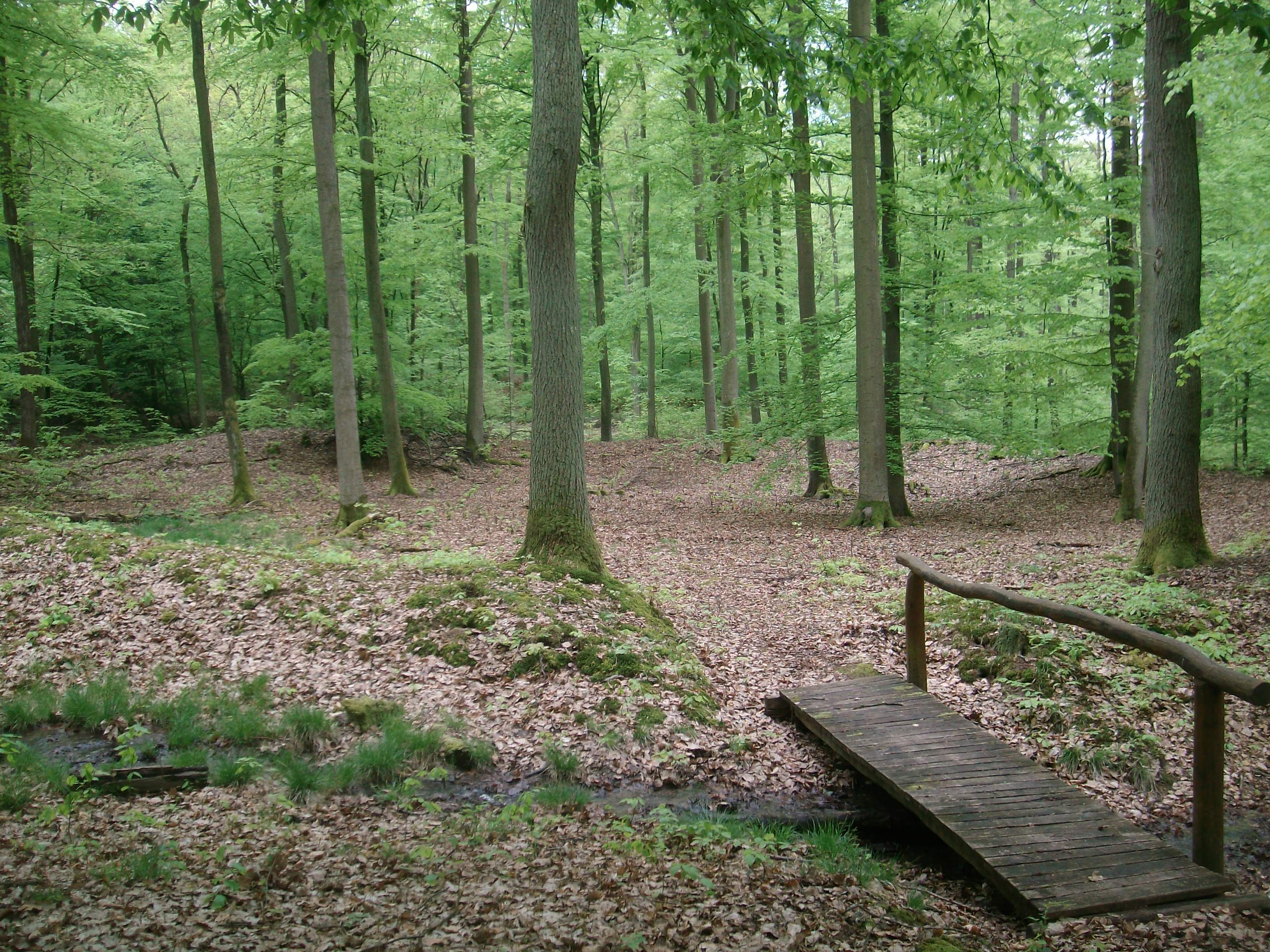
Überblick über die komplette Anlage
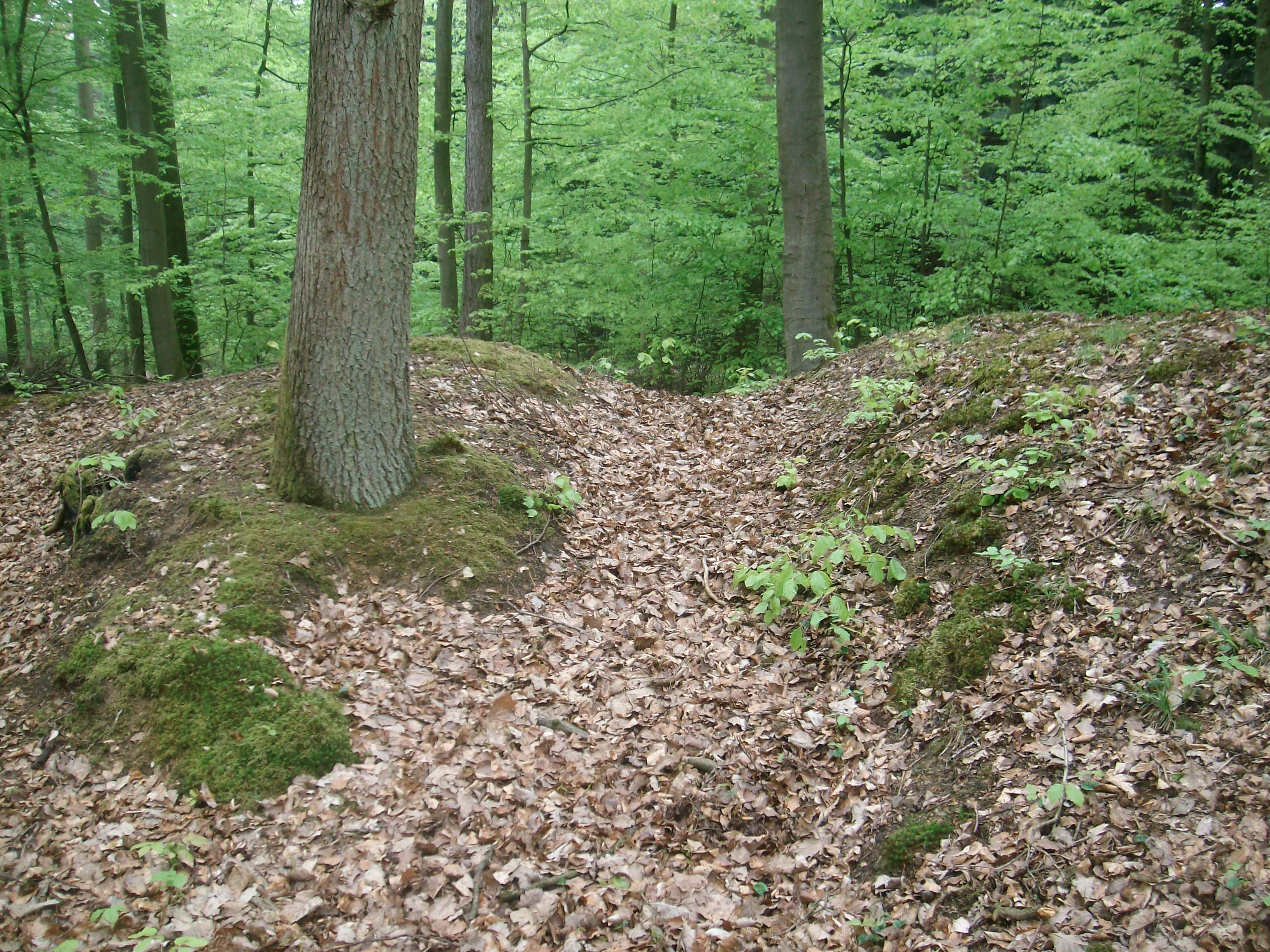
Wasserauslauf aus Wallanlage

## Touristische Erschließung
Die Anlage ist in den Naturlehrpfad Palmbachtal integriert und mit einer Schautafel versehen. Fälschlicherweise wird das Kulturdenkmal dort als „Naturdenkmal“ bezeichnet.

## Denkmalschutz
Der Bereich der Wallanlage ist ein Bodendenkmal nach dem Hessischen Denkmalschutzgesetz. Nachforschungen und gezieltes Sammeln von Funden sind genehmigungspflichtig, Zufallsfunde an die Denkmalbehörden zu melden.